# Лотиш Максим Леонідович
Максим Леонідович Лотиш (біл. Максім Леанідавіч Латыш; нар. 10 лютого 2001, Мінськ, Білорусь) — білоруський футболіст, півзахисник клубу «Динамо-Берестя».

## Клубна кар'єра
Народився в Мінську, вихованець столичної СДЮШОР «Мінськ». Виступав за юнацькі команди вище вказаного клубу різних вікових категорій. У сезоні 2017 року в чемпіонаті Білорусі (U-16) мінчанам завоювати золоті медалі першості, окрім цього відзначився 27-ма голами та став найкращим бомбардиром юнацького чемпіонату країни. Завдяки цьому привернув до себе увагу краківської «Вісли», куди наприкінці листопада 2017 року вирушив на перегляд, але зрештою вирішив продовжити кар'єру на батьківщині.
На початку лютого 2018 року перебрався до «Динамо-Берестя». У сезоні 2018 року виступав здебюільшого в чемпіонаті дублерів. У футболці першої команди дебютував 29 липня 2018 року в переможному (2:0, по пенальті) виїзному поєдинку кубку Білорусі проти «Клечеська». Максим вийшов на поле на 72-ій хвилині, замінивши Дмитра Сибільова. У сезоні 2019 року знову грав у першості дублерів, перебував у заявці на матч за суперкубок Білорусі, але на поле не виходив. Наступного сезону продовжував грати у молодіжному чемпіонаті Білорусі, а також виходив на поле в одному поєдинку національного кубку. Сезон 2021 року розпочав з першою командою. У Вищій лізі Білорусі дебютував 23 жовтня 2021 року в переможному (1:0) домашньому поєдинку 27-го туру проти «Іслочі». Лотиш вийшов на поле на 89-ій хвилині, замінивши Валерія Потороча.

## Кар'єра в збірній
Виступав за юнацьку збірну Білорусі (U-17).

## Досягнення
«Динамо» (Берестя)
- Суперкубок Білорусі
  -  Володар (1): 2019